# École militaire interarmes
Pour l'école malienne, voir École militaire interarmes de Koulikoro.
En France, l'École militaire interarmes (E.M.IA.) est l'école militaire chargée de la formation des officiers de l'Armée de Terre issus du recrutement interne, c'est-à-dire issus des rangs des sous-officiers et des militaires du rang. L'E.M.IA. est l'équivalent de l'ancienne École militaire de l'Air (E.M.A.) de l'Armée de l'Air et de l'Espace et de l'École militaire de la Flotte (E.M.F.) de la Marine nationale. Sa devise est « Le travail pour loi, l'honneur comme guide ».
L'E.M.IA. est implantée à Guer (Morbihan) et fait partie de l'Académie militaire de Saint-Cyr Coëtquidan (A.M.S.-C. / C.) tout comme l'École spéciale militaire (E.S.M.), chargée la formation des officiers de l'armée de Terre issus du recrutement externe, et l'Ecole militaire des aspirants de Coëtquidan (E.M.A.C.) chargée, entre autres, de la formation des officiers sous contrat.
Elle relève du commandement des écoles de Coëtquidan et de la direction des ressources humaines de l'Armée de terre (DRHAT).

## Formation
L'EMIA recrute ses élèves parmi les sous-officiers d'active et les militaires du rang (depuis 2010) sélectionnés par concours. Les élèves-officiers suivent une formation de deux ans. À l'issue de la première année, ils sont nommés au grade de sous-lieutenant, puis de lieutenant à la fin de la seconde année. Les lieutenants nouvellement promus complètent alors leur formation pendant une année supplémentaire dans l'école d'application de leur choix (Draguignan pour l'artillerie et l'infanterie, Saumur pour l'arme blindée-cavalerie, Angers pour le génie, etc.).

## Histoire
L'EMIA est l'héritière des différentes « écoles d'armes » du XIXe siècle, qui formaient des officiers issus des corps de troupe. 
La plus importante de ces écoles d'armes, l’école militaire d'infanterie de Saint-Maixent (EMI), est fusionnée avec l'école spéciale militaire de Saint-Cyr (ESM) en novembre 1942 dans l'école des élèves-aspirants de Cherchell, créée après l'occupation allemande de la zone Sud. En décembre 1944 l'École militaire de Cherchell prend le nom d’« École militaire interarmes » (EMIA). Elle s'installe après la guerre en juin 1945 à Coëtquidan, les bâtiments de l'ancienne école de Saint-Cyr, à Saint-Cyr-l'École ayant été détruits dans des bombardements.
La nouvelle école, qui prend en 1947 le nom d'« École spéciale militaire interarmes » (ESMIA), forme à la fois, selon l'idée d'amalgame de son fondateur le général de Lattre de Tassigny, des officiers issus du concours externe et des officiers issus du recrutement interne.
Ce système fonctionne jusqu'en 1961, date à laquelle on sépare la formation des officiers « directs », confiée à la nouvelle école spéciale militaire de Saint-Cyr (ESM), et celle des officiers « semi-direct », confiés à l'EMIA. Selon Michel Goya, cette dissociation s'explique par la volonté de préserver les jeunes « directs » du contact avec les vétérans de la guerre d'Algérie, l'objectif étant de faire table rase d'un passé traumatisant pour construire une armée nouvelle et résolument moderne.

## Recrutement

### Historique

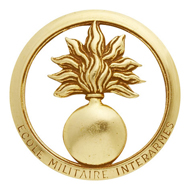
Insigne de béret de l'EMIA.

Longtemps, les candidats ont été sélectionnés à l'École militaire de Strasbourg. L'EMS comportait deux filières : le bataillon du concours unique des services (CUS) et le peloton préparatoire au concours de l'EMIA (PPEMIA). Les élèves de l'EMS avaient également la possibilité de se présenter à un concours d'ingénieurs auxiliaires de l'armement[Quoi ?].

### Aujourd'hui
Le concours pour entrer à l'École militaire interarmes nécessite quatre conditions : être âgé de 35 ans maximum, être titulaire d'un baccalauréat (admission sur concours) ou d'une licence (admission sur titre), être militaire non-officier de trois ans de service minimum au 1er janvier de l'année du concours et enfin être apte physiquement.
Les épreuves dépendent du choix de la filière pour les épreuves écrites. Les épreuves orales et physiques sont communes à toutes les filières. Après s'être inscrit au concours dans son unité, le candidat doit choisir l'une des trois filières pour l'examen : sciences (SI), langues (L), économie (ES). Ensuite, les candidats doivent d'abord passer une série d'épreuves écrites pour être admissibles, puis passer une série d'oraux et d'épreuves physiques pour être admis.
1. Les épreuves écrites[5] sont constitués de deux épreuves communes. Une épreuve de synthèse d'une durée de quatre heures, l'épreuve consiste en une synthèse portant sur un sujet relatif au monde de la défense, il s'agit de vérifier l'aptitude du candidat à analyser et à rédiger. Une épreuve de langue anglaise d'une durée de deux heures, l'épreuve écrite de langue anglaise comporte deux parties. Elle vise à vérifier la compétence linguistique et l'expression écrite. Puis, en fonction de la filière, deux épreuves spécifiques, pour les SI, il s'agit d'une épreuve de mathématiques et d'analyse de processus d'une durée de quatre heures et d'une épreuve de sciences physiques d'une durée de quatre heures. Pour les L, il s'agit d'une épreuve d'histoire des relations internationales et géopolitique d'une durée de quatre heures et d'une épreuve de langue vivante autre que l'anglais d'une durée de trois heures. Pour les ES, il s'agit d'une épreuve de sciences économiques d'une durée de trois heures et d'une épreuve de mathématiques appliquées d'une durée de trois heures[6].
2. Les épreuves orales[7] sont communes à toutes les filières. La première épreuve est une épreuve d'aptitude aux fonctions d'officiers, cette épreuve comporte un entretien du candidat avec le président du jury, une personnalité scientifique ou universitaire et un officier supérieur examinateur sur un sujet tiré au sort de culture générale. La seconde épreuve est une épreuve de connaissances militaires, cette épreuve consiste en une interrogation orale de chaque candidat par le colonel adjoint du président et deux officiers supérieurs examinateurs. La dernière épreuve est une épreuve de langue anglaise. Il existe aussi une épreuve de langue vivante optionnelle[6].
3. Les épreuves physiques consistent à grimper une corde (l'épreuve consiste à grimper en style libre deux fois une hauteur de cinq mètres mesurée à partir du sol dans les délais les plus courts), un test de type « Cooper », effectué sur piste, une épreuve de natation de 100 mètres nage libre et 10 mètres en apnée (en piscine, avec ou sans virage, après un départ plongé ou sauté depuis le plot de départ), une épreuve d'abdominaux et enfin un parcours d'obstacle[6].

Il existe aussi un concours sur titre pour les personnels déjà titulaires d'un diplôme de niveau minimum de baccalauréat plus deux ans. Les élèves sélectionnés ne passent pas les épreuves écrites et vont directement passer les épreuves orales et physiques.

## Diplômes

### Diplômes universitaires
Tous les élèves officiers obtiennent à leur sortie de l’école le diplôme de l’Ecole Militaire Interarmes qui leur confère le grade de licence (180 ECTS), validé par le ministère de l’enseignement et de la recherche.

### Stages, diplômes et brevets spécifiques
Dans le même temps, les élèves officiers passent de nombreux stages militaires qui leur donnent des qualifications spécifiques :
- capacité à commander une section de trente hommes environ ;
- brevet de parachutisme militaire ;
- directeur de mise en œuvre des explosifs ;
- directeur de tir ;
- moniteur de tir de combat ;
- stages d’aguerrissement aux techniques commando, jusqu'à instructeur ;
- attestation prévention et secours civiques de niveau 1 ;
- certificats militaires de langues étrangères ;
- stage académique de recherche en milieu international ;
- stage d’aguerrissement en milieu équatorial ;
- stage d’aguerrissement en montagne.

## Traditions
Le drapeau de l'école militaire interarmes porte sur sa cravate la croix de chevalier de la Légion d'Honneur (depuis 2011), la croix de guerre 1939-1945 avec palme et la croix de guerre TOE avec palme. En outre la croix de guerre 1939-1945 avec palme de l'école militaire de Cherchell est également épinglée sur cette cravate (elle comporte, en plus de la palme, une agrafe marquée « Cherchell »).
Les élèves de l'EMIA sont surnommés les « dolos », d'après la marque de corned beef des anciennes rations de combat qui représente un bœuf (un « bœuf » étant en langage argotique militaire un soldat rustique, dur à la tâche et pas toujours très fin). Les élèves de l'EMIA ont commencé à revendiquer cette appellation dans le courant des années 1970. Lors des cérémonies, ils portent la Tenue de Parade, dite « TP », ainsi que le sabre modèle 1974 F1 inspiré du Sabre de cavalerie légère modèle An IX. Il fut dessiné par le général de Boissieu. Lors des activités de tradition ils portent le calot bleu ciel a fin liseré et fond rouge, hérité de l'ESMIA. Malgré une légende tenace, ils ne portent pas celui des cadets de l'École de Cherchell, qui comporte, lui, un fin liseré jonquille.
Les chants de tradition de l'EMIA sont La Prière, Sarie Marès et le Dolo Cornu.
Une phrase populaire : « Dolo un jour, Dolo toujours ! ».

### Conservation des archives
Début 2016, afin de permettre la conservation des archives numériques des promotions de l'École militaire interarmes, la 54e promotion a créé un site internet permettant d'archiver les sites des promotions afin d'éviter les disparitions malencontreuses de cet historique,.

## Promotions

### Promotions EMIA / ESMIA avant 1961
| Numéro d'ordre | Période de formation de la promotion | Nom de la promotion |
| -------------- | ------------------------------------ | ------------------- |
| 1re            | 1944-1945                            | Rhin Français       |

| Numéro d'ordre | Période de formation de la promotion | Nom de la promotion |
| -------------- | ------------------------------------ | ------------------- |
| 2e             | 05/03/1946 - 01/05/1947              | Indochine           |
| 1re            | 03/07/1945 - 16/12/1945              | Victoire            |

| Numéro d'ordre | Période de formation de la promotion | Nom de la promotion           |
| -------------- | ------------------------------------ | ----------------------------- |
| 15e            | 1959 - 1961                          | Lieutenant-colonel Jeanpierre |
| 14e            | 1958 - 1960                          | Maréchal Bugeaud              |
| 13e            | 1957 - 1959                          | Terre d'Afrique               |
| 12e            | 1956 - 1958                          | Général Laperrine             |
| 11e            | 1955 - 1957                          | Franchet d'Espèrey            |
| 10e            | 1954 - 1956                          | Lieutenant-colonel Amilakvari |
| 9e             | 1953 - 1955                          | Ceux de Diên Biên Phu         |
| 8e             | 1952 - 1954                          | Union Française               |
| 7e             | 1951 - 1953                          | Maréchal De Lattre            |
| 6e             | 1950 - 1952                          | Extrême-Orient                |
| 5e             | 1949 - 1951                          | Garigliano                    |
| 4e             | 1948 - 1950                          | Général Aubert Frère          |
| 3e             | 1947 - 1949                          | Rhin et Danube                |
| 2e             | 1946 - 1948                          | Général Leclerc               |
| 1re            | 1945 - 1947                          | Nouveau bahut                 |

### Promotions EMIA depuis 1961

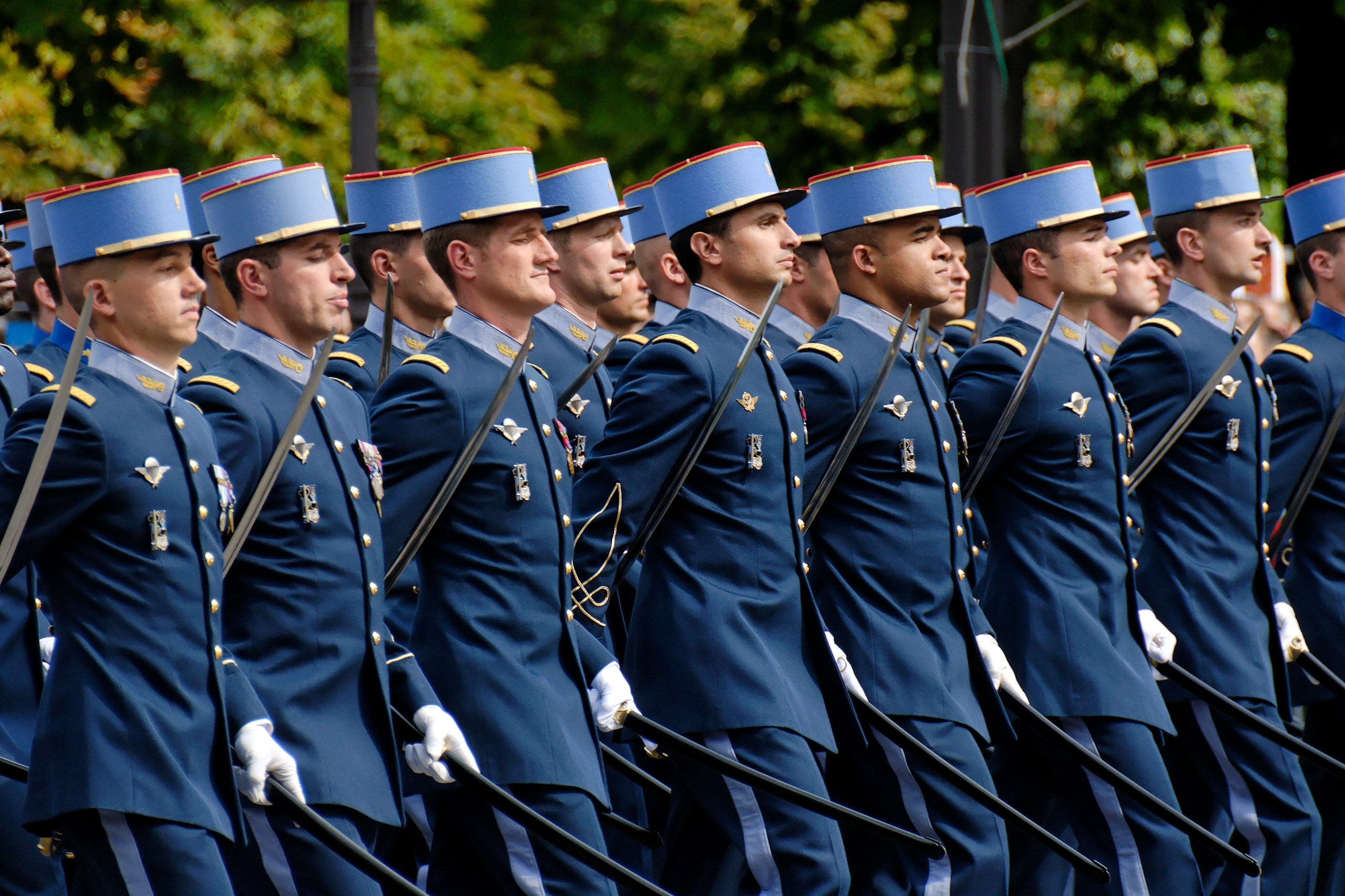
Élèves de l'École militaire interarmes pendant le défilé du 14 juillet 2007 sur les Champs-Élysées.

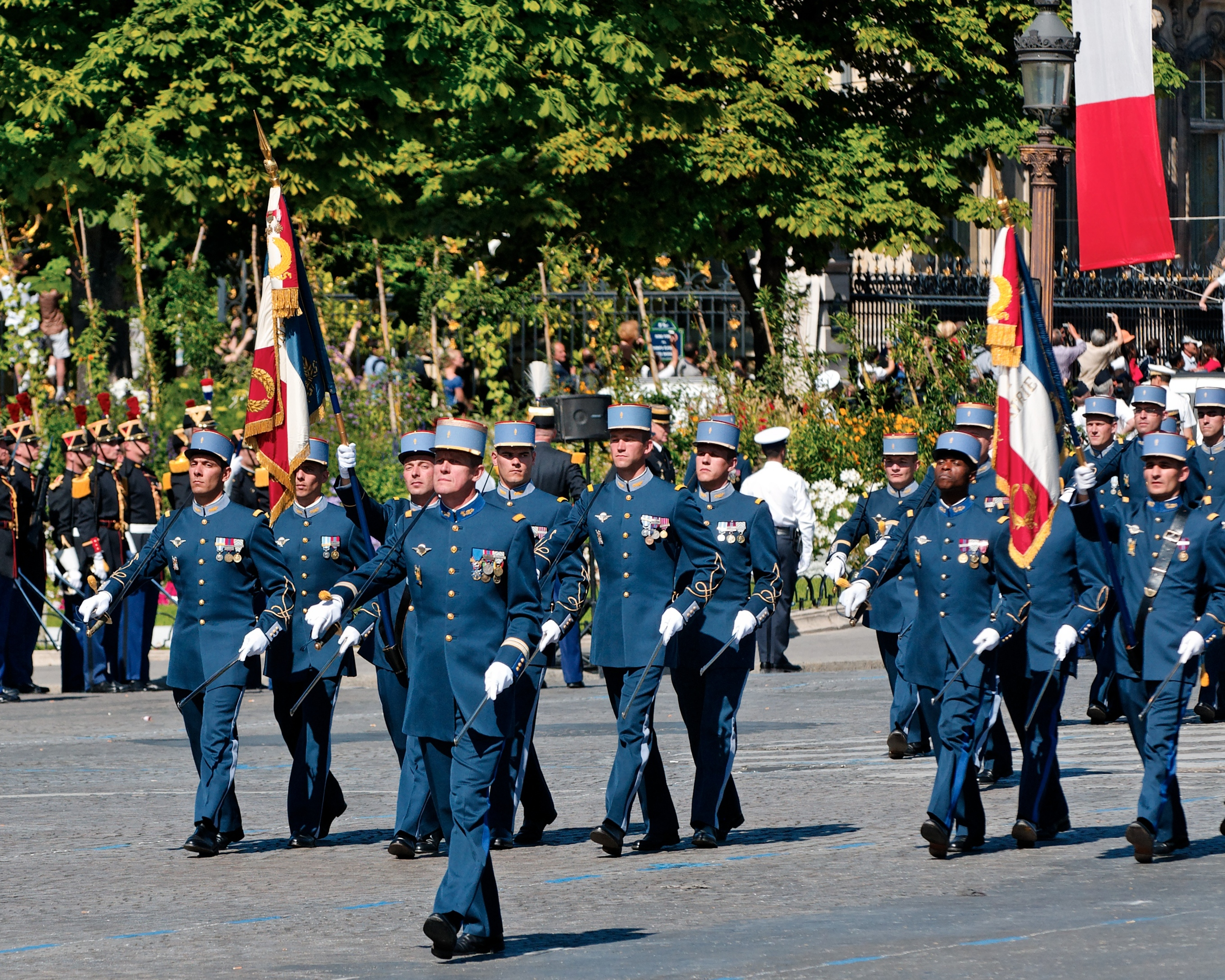
Les gardes au drapeau de l'École militaire interarmes (EMIA) et de l'École militaire du corps technique et administratif (EMCTA), défilé du 14 juillet 2008 sur les Champs-Élysées, Paris. Le ministre de la Défense, Gérard Longuet, remettra, le 14 mai 2011, la Croix de la Légion d'honneur au drapeau de l’EMIA, à l’occasion de la journée du Cinquantenaire de cette école.

| Numéro d'ordre | Période de formation de la promotion | Nom de la promotion                |
| -------------- | ------------------------------------ | ---------------------------------- |
| 65e            | 2025-2027                            |                                    |
| 64e            | 2024-2026                            | Général de Langlade                |
| 63e            | 2023-2025                            | Ceux du Sahel                      |
| 62e            | 2022-2024                            | Chef de bataillon Dupin            |
| 61e            | 2021-2023                            | Gergovie                           |
| 60e            | 2020-2022                            | Général Eblé                       |
| 59e            | 2019-2021                            | Armée des Alpes                    |
| 58e            | 2018-2020                            | Uskub                              |
| 57e            | 2017-2019                            | Général Le Boudec                  |
| 56e            | 2016-2018                            | Lieutenant-colonel Mairet          |
| 55e            | 2015-2017                            | Colonel Vallette d'Osia            |
| 54e            | 2014-2016                            | Lieutenant Nungesser               |
| 53e            | 2013-2015                            | Général Delayen                    |
| 52e            | 2012-2014                            | Ceux d'Afghanistan                 |
| 51e            | 2011-2013                            | Maréchal Bessières                 |
| 50e            | 2010-2012                            | Général Bigeard                    |
| 49e            | 2009-2011                            | Colonel du Puy-Montbrun            |
| 48e            | 2008-2010                            | Capitaine Flores                   |
| 47e            | 2007-2009                            | Général de Corps d'armée Le Ray    |
| 46e            | 2006-2008                            | Lieutenant Antoine de la Bâtie     |
| 45e            | 2005-2007                            | Colonel Delcourt                   |
| 44e            | 2004-2006                            | Colonel Guéguen                    |
| 43e            | 2003-2005                            | Général de Lanlay                  |
| 42e            | 2002-2004                            | Lieutenant de Ferrières            |
| 41e            | 2001-2003                            | Capitaine Biancamaria              |
| 40e            | 2000-2002                            | Capitaine Coignet                  |
| 39e            | 1999-2001                            | Campagne d'Italie                  |
| 38e            | 1998-2000                            | Général Berge                      |
| 37e            | 1997-1999                            | Grande Guerre                      |
| 36e            | 1996-1998                            | Général Gandoët                    |
| 35e            | 1995-1997                            | Lieutenant Schaffar                |
| 34e            | 1994-1996                            | Cadets de Cherchell                |
| 33e            | 1993-1995                            | Capitaine Maine                    |
| 32e            | 1992-1994                            | Combats de Tu-Lê                   |
| 31e            | 1991-1993                            | Capitaine Barrès                   |
| 30e            | 1990-1992                            | Général Daboval                    |
| 29e            | 1989-1991                            | Bataillon de Corée.                |
| 28e            | 1988-1990                            | Valmy                              |
| 27e            | 1987-1989                            | Capitaine Legrand                  |
| 26e            | 1986-1988                            | Dalat                              |
| 25e            | 1985-1986                            | Lieutenant Lhuillier.              |
| 24e            | 1984-1985                            | Lieutenant de Lattre de Tassigny.. |
| 23e            | 1983-1984                            | Lieutenant Borgniet.               |
| 22e            | 1982-1983                            | Lieutenant Leclerc de Hauteclocque |
| 21e            | 1981-1982                            | Centenaire                         |
| 20e            | 1980-1981                            | Capitaine Cozette                  |
| 19e            | 1979-1980                            | Lieutenant-colonel Broche          |
| 18e            | 1978-1979                            | Général Laurier                    |
| 17e            | 1977-1978                            | Lieutenant Chezeau                 |
| 16e            | 1976-1977                            | Capitaine de Belsunce              |
| 15e            | 1975-1976                            | Capitaine Cardonne                 |
| 14e            | 1974-1975                            | Capitaine Cazaux                   |
| 13e            | 1973-1974                            | Général Brosset                    |
| 12e            | 1972-1973                            | Général Marceau                    |
| 11e            | 1971-1972                            | Souvenir                           |
| 10e            | 1970-1971                            | Général Kœnig                      |
| 9e             | 1969-1970                            | Plateau des Glières.               |
| 8e             | 1968-1969                            | Libération de Strasbourg.          |
| 7e             | 1967-1968                            | Narvik                             |
| 6e             | 1966-1967                            | Connétable du Guesclin             |
| 5e             | 1965-1966                            | Cinquantenaire de Verdun.          |
| 4e             | 1964-1965                            | André Zirnheld.                    |
| 3e             | 1963-1964                            | Belvédère                          |
| 2e             | 1962-1963                            | Serment de Koufra                  |
| 1er            | 1961-1962                            | Capitaine Bourgin                  |

## Culture populaire
En janvier 2018, paraît le premier album d'une bande dessinée consacrée à l'EMIA :
- Nelson Castillo, Matthieu Sylvain, Rémi Le Capon et Patrice Buendia, EMIA : Frères d'armes, Paris/Marcinelle/impr. en Belgique, Zéphyr Éditions, 19 janvier 2018, 56 p. (ISBN 978-2-36118-194-9)